# Pataki András (rendező)
Pataki András (Sümeg, 1971. június 7. –) Jászai Mari-díjas magyar rendező, dramaturg, kulturális menedzser, díszlet- és jelmeztervező, színigazgató, a Kulturális és Innovációs Minisztérium volt helyettes államtitkára.

## Életpályája
1971-ben született Sümegen. A pápai Batthyány Lajos Mezőgazdasági Technikumban érettségizett. Első diplomáját a Győri Hittudományi Főiskolán szerezte 1996-ban. A Pécsi Tudományegyetemen okleveles felnőttképzési és kulturális menedzser (2000), a Marosvásárhelyi Művészeti Egyetemen színházi rendező diplomát szerzett.
1986-ban az ajkai Forrás Színpad alapítója, amely később Forrás Színház néven működött tovább. 1991-1996 között a Veszprémi Petőfi Színház színésze volt. Később az Evangélium Színház vezetője volt, dolgozott a győri Újvárosi Művelődési Ház vezetőjeként, valamint a Veszprémi Petőfi Színház tanácsadójaként is. 2012-től 2022-ig a Soproni Petőfi Színház igazgatója volt. 2008-tól a Magyar Versmondók Egyesületének elnöke.
2021-től a Színház- és Filmművészeti Egyetem tanára. 2021-től a kecskeméti Katona József Színház művészeti tanácsadója, 2022-től művészeti vezető és általános igazgatóhelyettes. 2023-tól az Újszínház főrendezője is.
2022. június 20-tól a Kulturális és Innovációs Minisztérium művészeti, közművelődési és közgyűjteményi ügyekért felelős helyettes államtitkárává nevezte ki Orbán Viktor miniszterelnök. 2023 februárjának végén lemondott.

## Díjai és kitüntetései
- Radnóti Miklós-díj (2018)[17]
- Jászai Mari-díj (2019)[18]
- Dr. Kovács Pál-díj (2021)[19]
- A Magyar Érdemrend középkeresztje a csillaggal polgári tagozat (2022)